# دهستان سوئه
دهستان سوئه (به لاتین: Soe Gewog) یک دهستان در کشور بوتان است که در ناحیهٔ تیمفو واقع شده‌است.